# Karl Nüchterlein

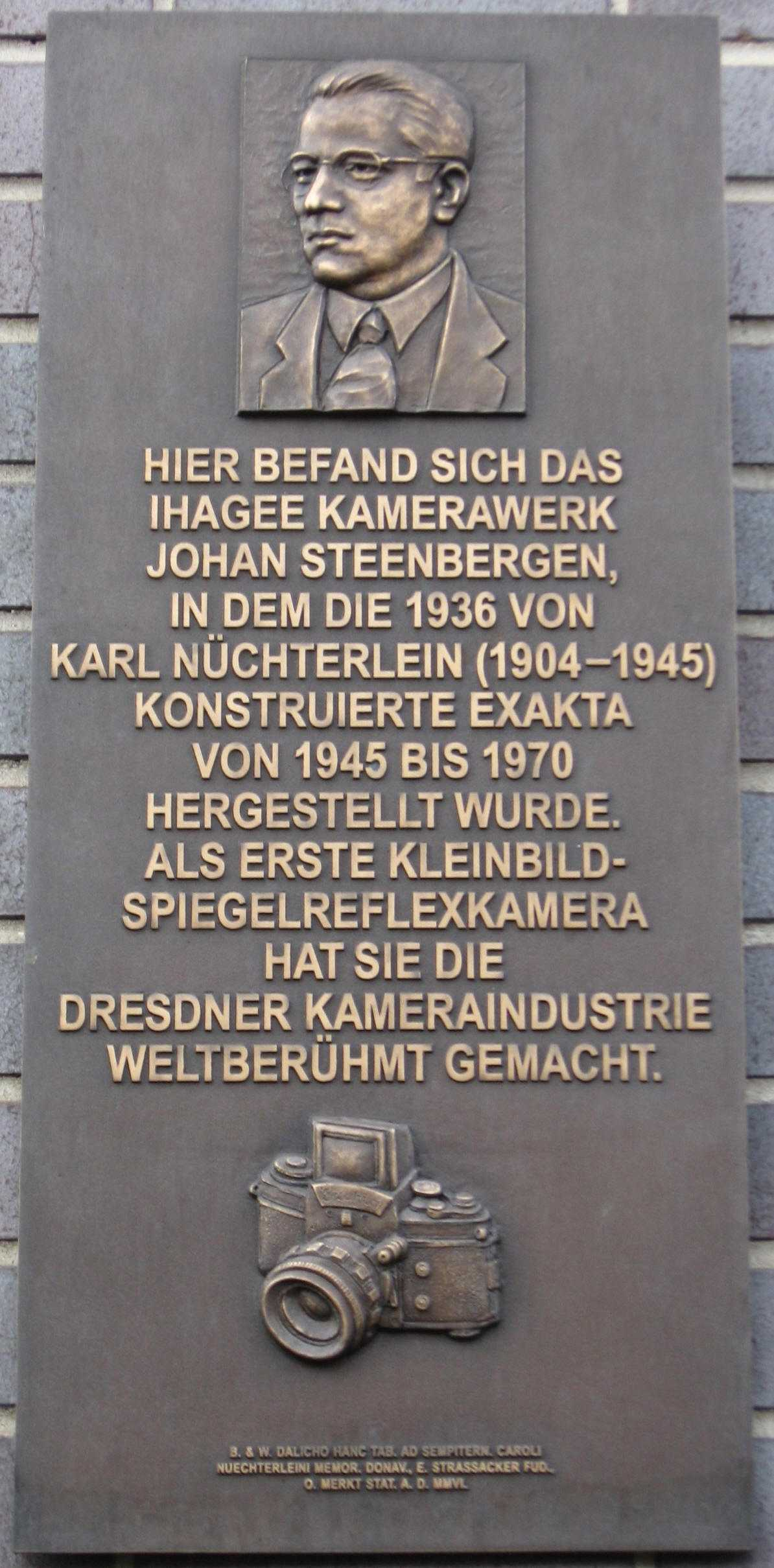
Gedenktafel für Karl Nüchterlein in Dresden, Blasewitzer Straße 41/43

Johann Karl Nüchterlein (* 14. März 1904 in Dresden, Königreich Sachsen, Deutsches Reich; † April 1945 vermisst in Jugoslawien) war Konstrukteur der ersten erfolgreichen Kleinbild-Spiegelreflexkamera, die in Serienproduktion ging.
Nüchterlein absolvierte eine Mechanikerlehre beim Schreibmaschinenwerk Seidel & Naumann. 1923 begann er als Mechaniker beim Ihagee Kamerawerk Steenbergen & Co. 1936 wurde bei der Frühjahrsmesse in Leipzig die Kine Exakta vom Kamerawerk Steenbergen & Co. vorgestellt, deren Konstrukteur Nüchterlein war und die als erste einäugige Kleinbild-Spiegelreflexkamera gilt. Nüchterlein hielt zahlreiche Patente im Kamerabau, wie z. B. Spiegelreflexkamera mit Belichtungsmesser (1939).
Im Zweiten Weltkrieg wurde Nüchterlein 1942 zur Wehrmacht eingezogen und gilt seit April 1945 als vermisst.